# Костюки (Борисовський район)
Костюки (біл. вёска Касьцюкі) — село в складі Борисовського району Мінської області, Білорусь. Село підпорядковане Веселівській сільській раді, розташоване в північно-східній частині області.